# 光塔街道
光塔街道，是中华人民共和国广东省广州市越秀区下辖的一个街道办事处。光塔路宋朝时为阿拉伯商人的聚居地，建有清真寺怀圣寺；清朝时为广州满城所在地。2020年，光塔街面积1.07平方公里，辖内生活着以本地世居回族、满族为主少数民族常住人口2400余人，民族成份22个。
2013年2月8日，广州市人民政府批复同意撤销诗书街道办事处、大新街道办事处，将原诗书街道办事处的行政管辖范围、原大新街道办事处的庆福里、象牙北、魁巷3个社区居委会划归光塔街道办事处管辖。光塔街道办事处驻解放中路云台里26号。

## 行政区划
光塔街道下辖以下地区：
马鞍北社区、师好巷社区、诗家里社区、玉华坊社区、云台里社区、回龙里社区、和义巷社区、怡乐里社区、杏花巷社区、孝友东社区、观绿社区、七株榕社区、温良里社区、白薇社区、通宁道社区、枣子巷社区、三元巷社区、福地巷社区、陶家巷社区、祝寿巷社区、庆福里社区、魁巷社区和象牙北社区。